# Susan Backlinie

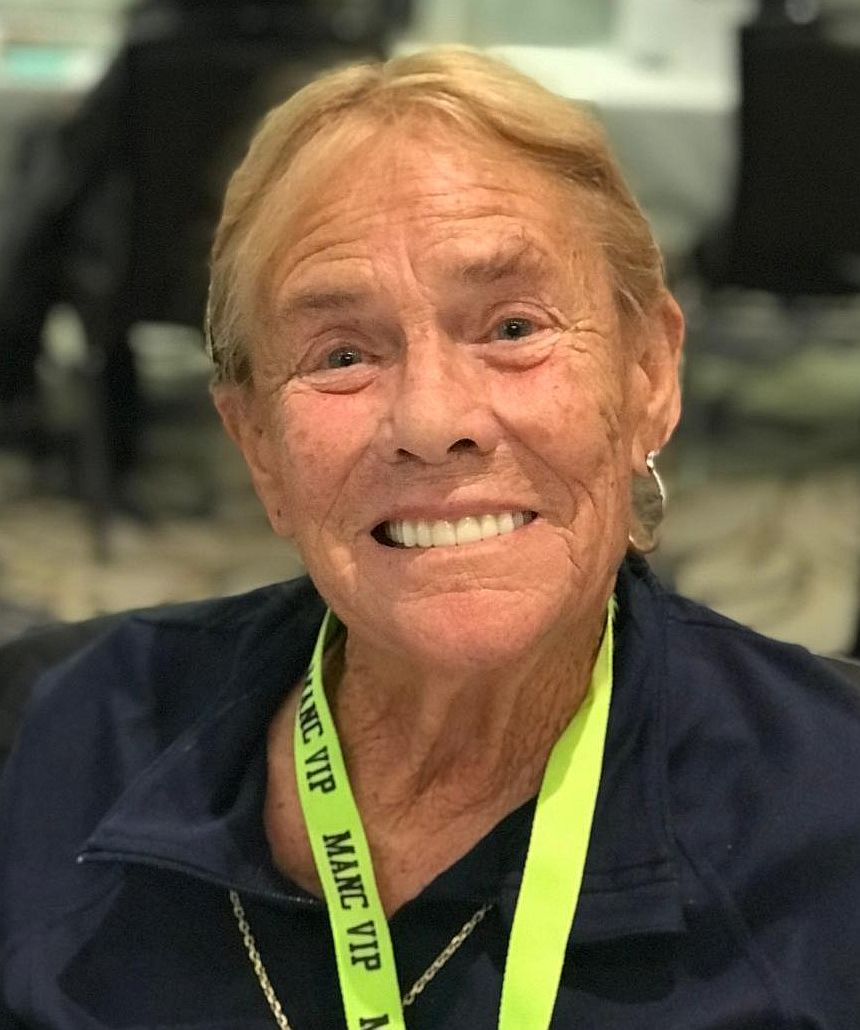
Susan Backlinie (2023)

Susan Backlinie (* 1. September 1946 in Washington, D.C. als Susan Myers; † 11. Mai 2024 in Ventura, Kalifornien als Susan Swindall) war eine US-amerikanische Schwimmerin, Tiertrainerin, Stuntfrau und Schauspielerin. Sie spielte in Steven Spielbergs Film Der weiße Hai das erste Opfer des Hais.

## Leben und Karriere
Backlinie wurde 1946 als Susan Myers in Washington, D.C. geboren, von wo ihre Familie nach West Palm Beach in Florida zog, als sie zehn Jahre alt war. An der dortigen Forest Hill High School war sie Cheerleaderin und staatlicher Freestyle-Champion im Schwimmen und machte ihren Abschluss 1964. Anschließend besuchte sie für ein Jahr eine Krankenschwesterschule. Sie arbeitete als Meerjungfrau in der Touristenattraktion Weeki Wachee Springs an der Florida-Westküste und mit Wildtieren für die Ivan Tors Studios. 1966 heiratete sie Henry Backlinie, einen Farm-Vorarbeiter.
Nachdem die Ivan Tors Studios geschlossen worden waren, ging Backlinie nach Kalifornien für den Tier-Themenpark Africa USA, bei dem sie Tiertrainerin für Löwen und Tiger wurde. Für diesen drehte sie in Kanada mit einem Tiger, als sie 1974 von der  Castingleitung für den Film Der weiße Hai kontaktiert wurde. Backlinie wurde besetzt in der Rolle des ersten Opfers des Films, Chrissy, die in der Eröffnungsszene nacktbaden geht und von dem Hai angegriffen wird, der dabei nicht zu sehen ist. Sie überzeugte den Regisseur Steven Spielberg damit, dass sie im Gegensatz zu einer Schauspielerin den Stunt selbst ausführen konnte, den Spielberg später einen der gefährlichsten Stunts, den er je inszeniert hat, nannte. Zur Simulation des Angriffs wurde sie an zwei Kabeln in verschiedenen Richtungen hin- und hergezogen. Auch half ihr, dass sie bereits Nacktfotos herausgebracht hatte – in einer Fotostrecke des Penthouse zusammen mit einem Löwen –, sodass die Produzenten wussten, dass sie keine Probleme damit haben würde, sich in der Szene auszuziehen. Der Rolling Stone kommentiert die Bedeutung ihrer Szene so: „Ihre Sterbensszene traumatisierte Millionen Kinozuschauer – seitdem hat man Angst, nachts ins Wasser zu gehen. Ihr Leinwandtod gilt als einer der furchterregendsten der Kinogeschichte – obwohl man ihren „Mörder“ nicht eine Sekunde lang sieht. […] Die Szene ist auch deshalb so traumatisch, weil die schöne Chrissie nackt schwimmt und vor dem Angriff so verletzlich, dabei glücklich zu sein scheint. Ihr besoffener Freund am Strand kriegt nichts mit.“
1977 war sie in Panik in der Sierra Nova von Andrew Stevens zusammen mit ihrem damaligen Partner Tiertrainer und verkörperte als Schauspielerin erneut das erste Opfer, diesmal durch Raubvögel. In Spielbergs Filmkomödie 1941 – Wo bitte geht’s nach Hollywood trat Backlinie erneut auf und parodierte ihre Szene aus dem Weißen Hai, wobei sie diesmal im Wasser auf ein japanisches U-Boot stößt. Mitte der 80er beendete sie ihre Stunt- und Schauspielarbeit, um auf eine Segelreise zu gehen. Im Zuge dieser lebte sie fünf Jahre in Australien.
1996 heiratete sie Harvey Swindall. Mit diesem lebte sie zuletzt auf einem Hausboot im kalifornischen Ventura, wo sie als Buchhalterin arbeitete. Sie starb am 11. Mai 2024 im Alter von 77 Jahren an den Folgen eines Herzinfarkts. Sie hatte eine Tochter.

## Filmografie
- 1975: Der weiße Hai (Jaws)
- 1975: The Grizzly & the Treasure
- 1976: The Quest (Fernsehserie, 1 Episode)
- 1976: A Stranger in My Forest (auch Tiertrainerin)
- 1976: Zwei Minuten Warnung (Two-Minute Warning, nicht im Abspann genannt)
- 1977: Panik in der Sierra Nova (Day of the Animals)
- 1977: The Return of the Incredible Hulk (Fernsehfilm, Tiertrainerin)
- 1978: Quark (Fernsehserie, 1 Episoden)
- 1979: Kaktus Jack (The Villain, Stuntperformerin)
- 1979: 1941 – Wo bitte geht’s nach Hollywood (1941)
- 1981: Image of the Beast (Stuntperformerin)
- 1981: Die große Muppet-Sause (The Great Muppet Caper)
- 1982: Catalina C-Lab (Fernsehfilm)
- 1982: Ein Colt für alle Fälle (The Fall Guy, Fernsehserie, 1 Episode)